# Engelsmusik (Ikonographie)

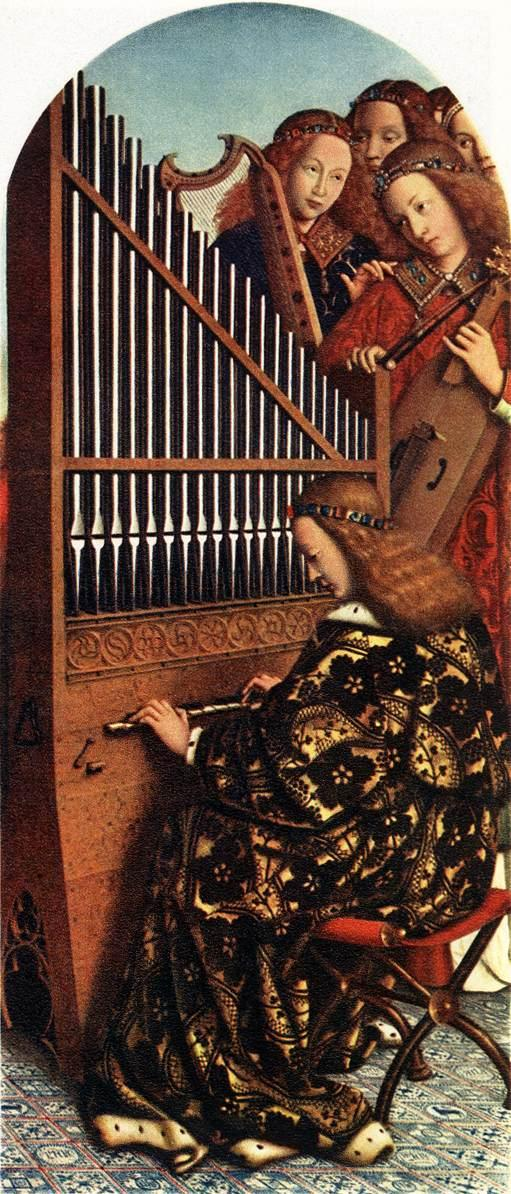
Jan van Eyck – Engelskonzert (Detail vom Genter Altar, um 1430)

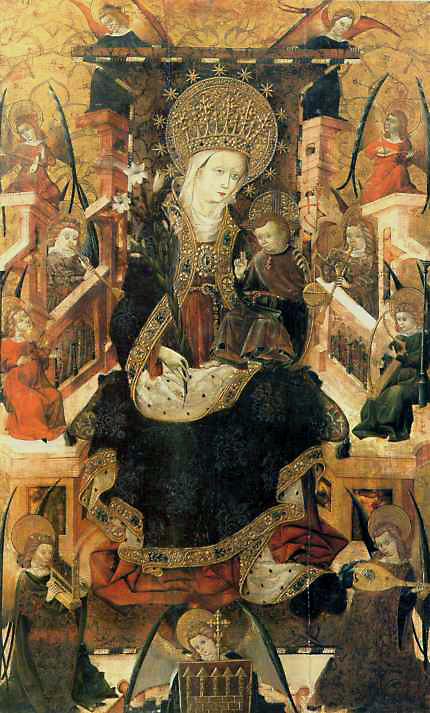
Blasco de Grañén – Maria als Himmelskönigin mit Engelskonzert (um 1438/9), Museo de Zaragoza

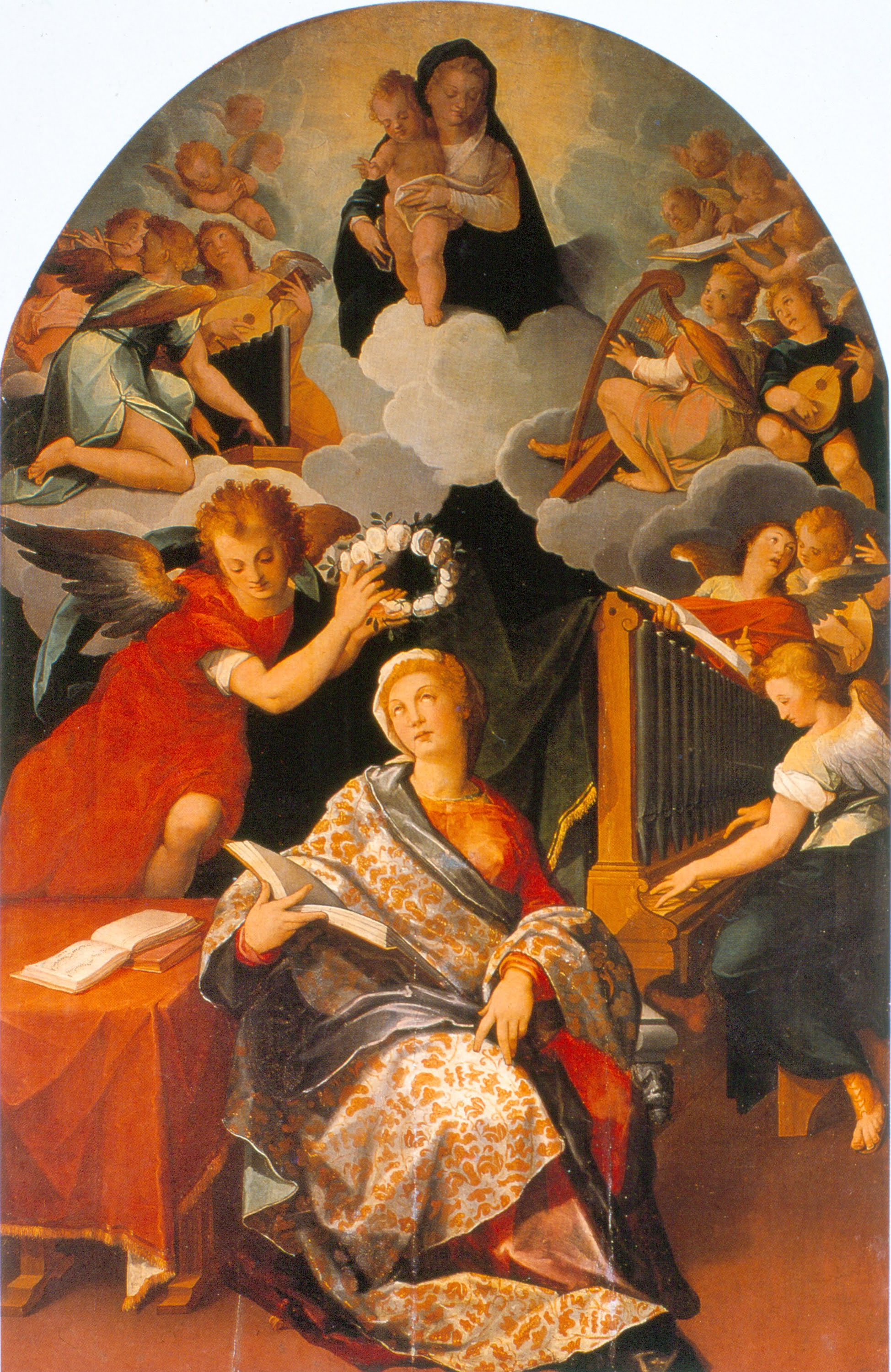
Andrés de Concha – hl. Cäcilia mit Engelskonzert (um 1580)

Die Engelsmusik (oder das Engelskonzert) ist ein Motiv der christlichen Ikonographie sowie ein Bestandteil vieler Gemälde der europäischen Malerei von der Spätgotik bis zum Barock; es unterstreicht die Festlichkeit und Feierlichkeit der jeweiligen Hauptszene.

## Geschichte
Wie weit das Thema „Engelskonzert“ zurückreicht, ist bislang nicht erforscht. Posaunenengel finden sich bereits in der Bildhauerkunst des Hochmittelalters, wobei sie jedoch meist einzeln stehen und nur mit deutlichem Abstand voneinander als Gruppe zu erkennen sind; sie gehören als Begleitpersonal zu den Weltgerichtsdarstellungen in den jeweiligen Tympana (Mt 24,31 ). Als verschiedene Musikinstrumente haltende, nebeneinander sitzende Gruppe treten – wenn überhaupt – nur die Ältesten der Apokalypse in Erscheinung (z. B. in Oloron). Erst mit der größer werdenden Bedeutung „Höfischer Kunst“ ab dem 14. Jahrhundert übernehmen Engel mehr und mehr die musikalische Untermalung himmlisch-irdischen Geschehens.

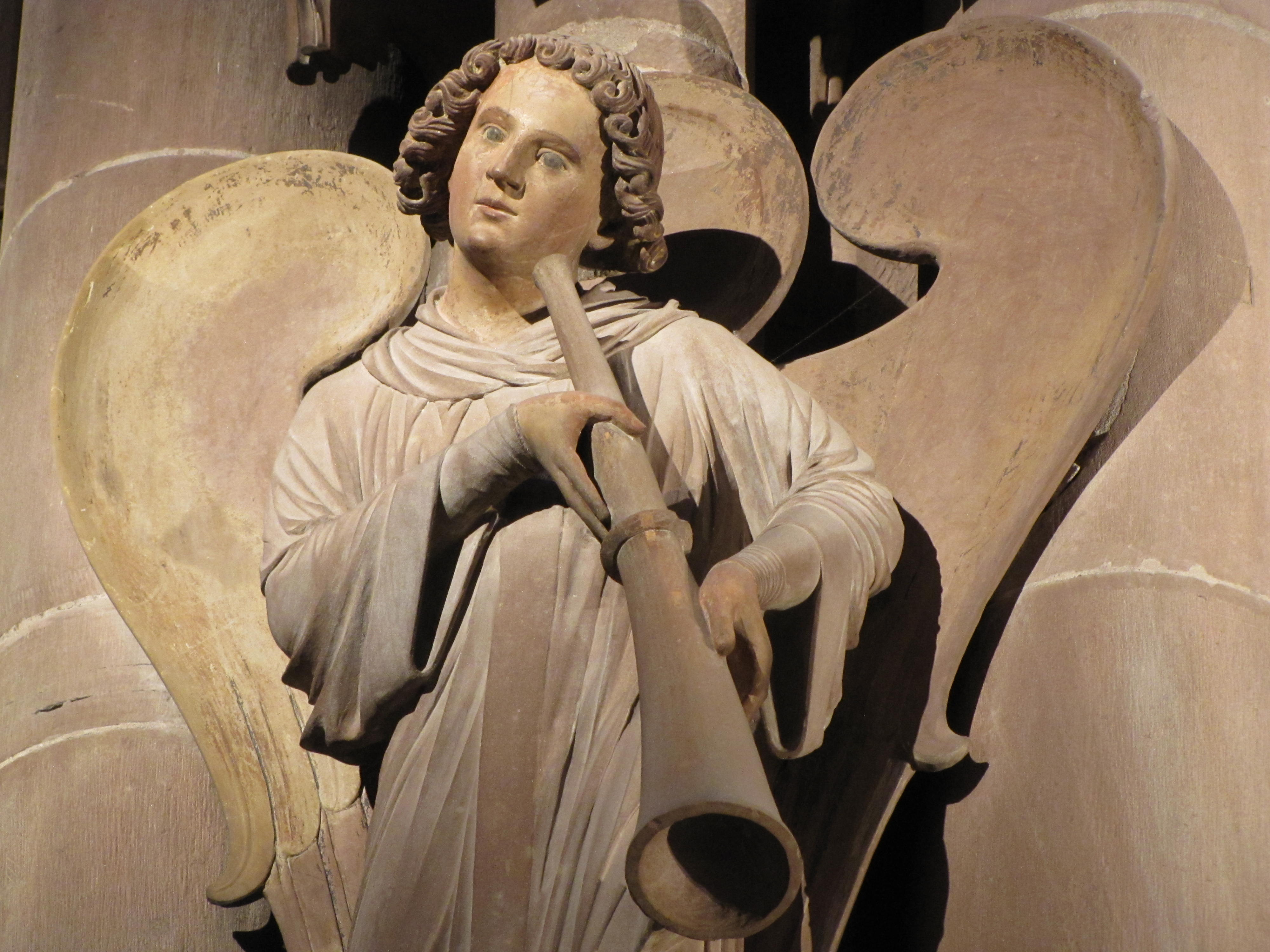
Straßburger Münster – Detail aus dem Engelspfeiler (um 1235)
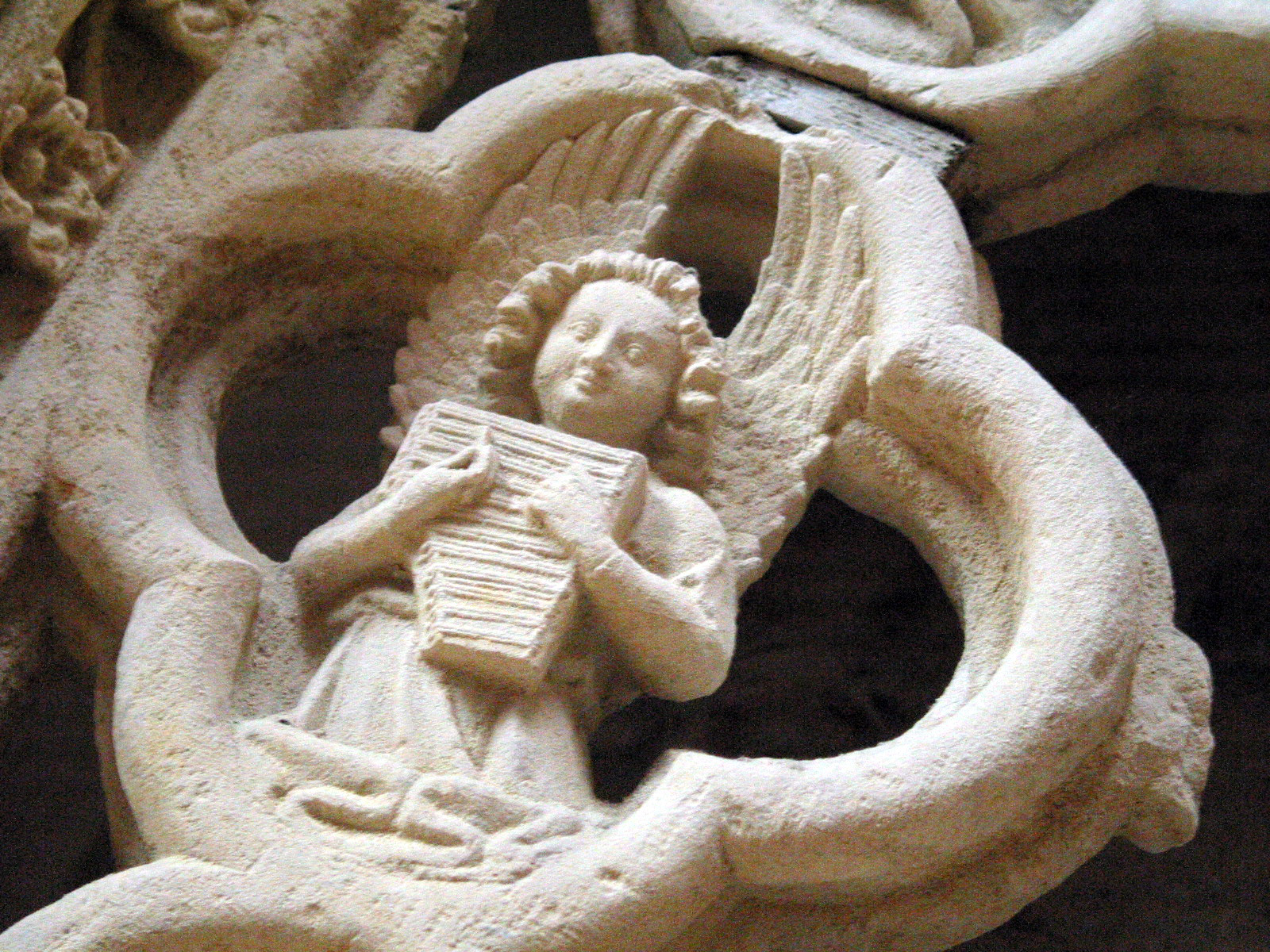
Abtei La Chaise-Dieu – Engel mit Zither (14. Jh.)
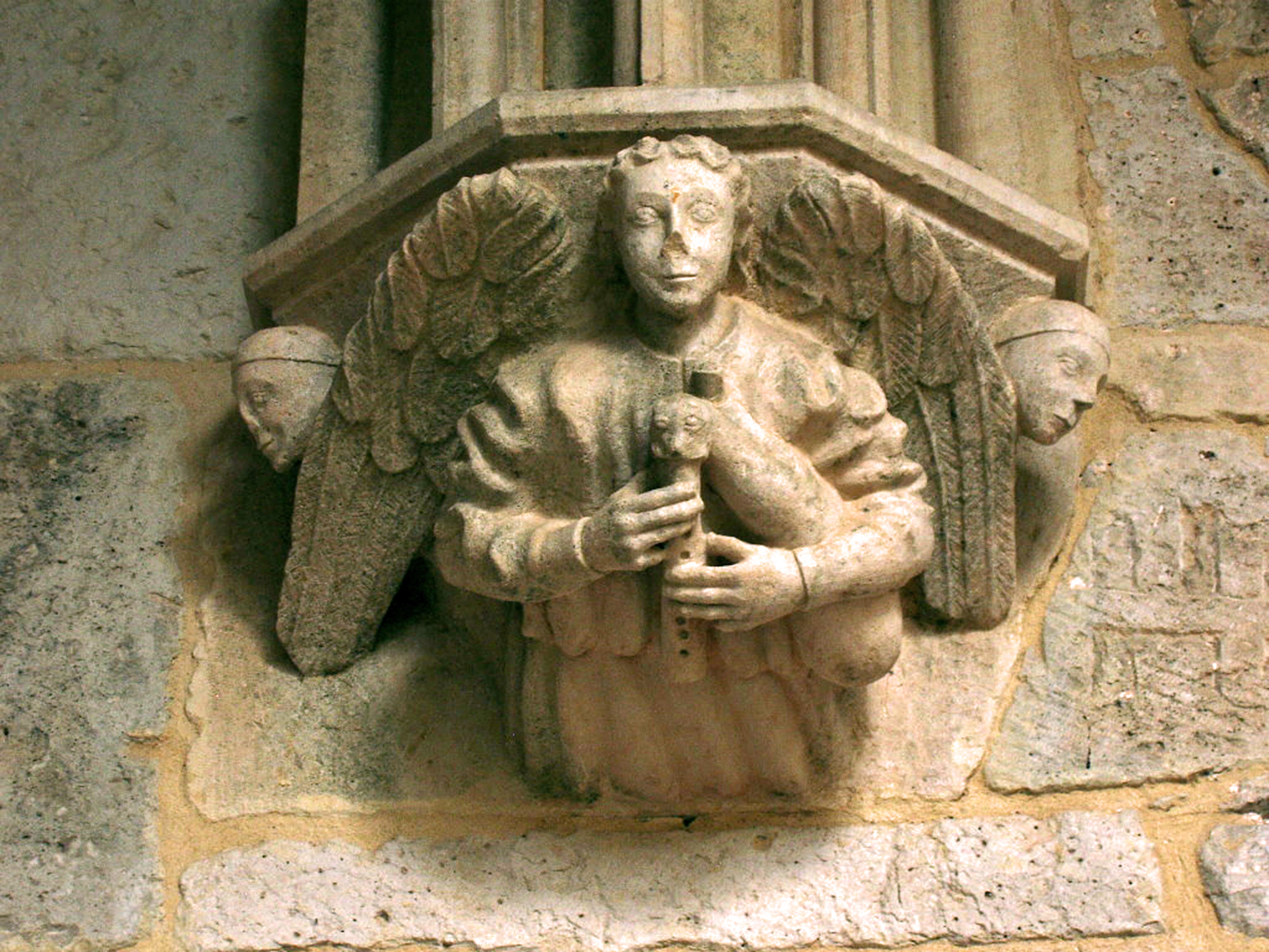
Sasamón – Engel mit Sackpfeife (um 1450)
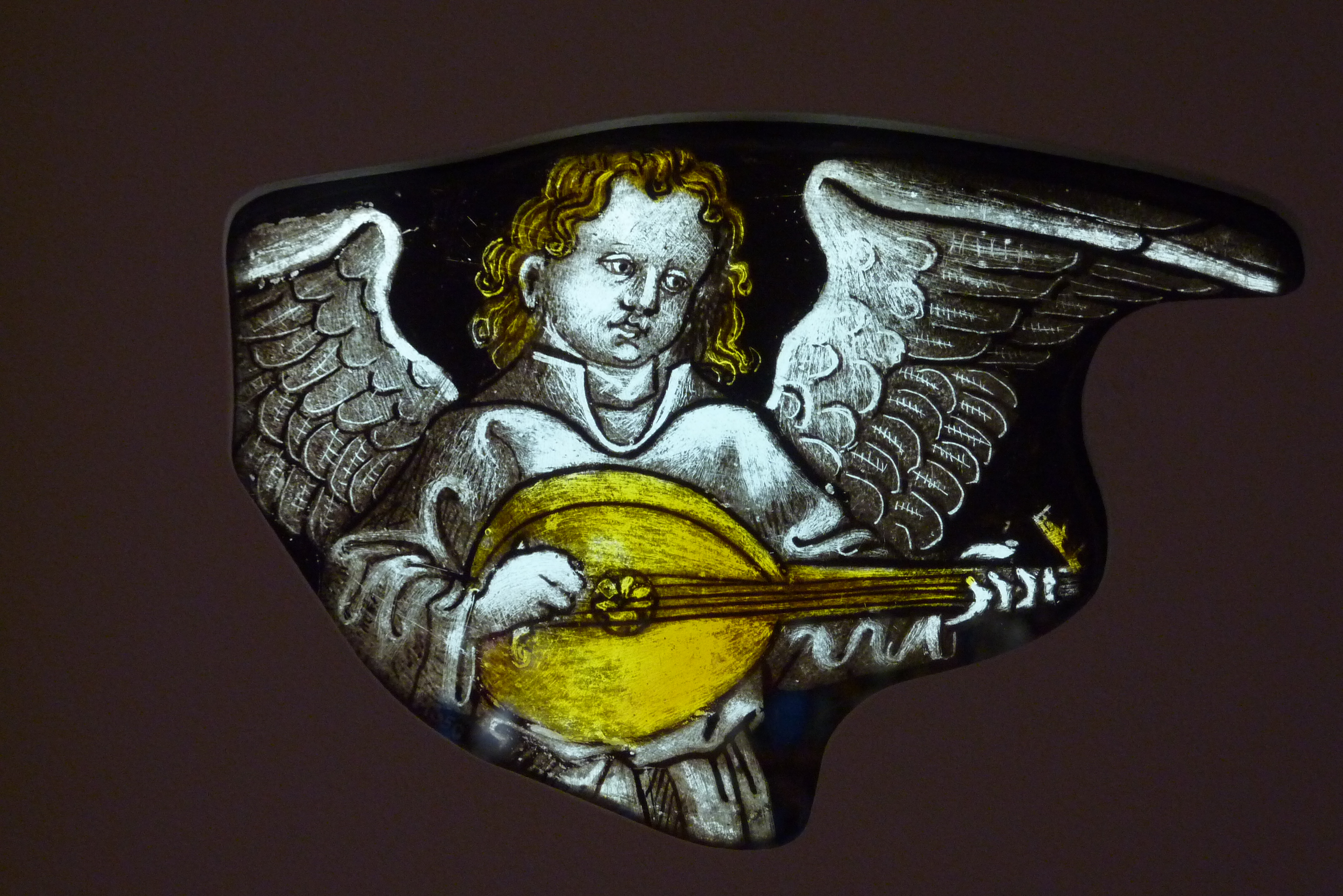
Musizierender Engel (um 1520), Museum Schnütgen, Köln

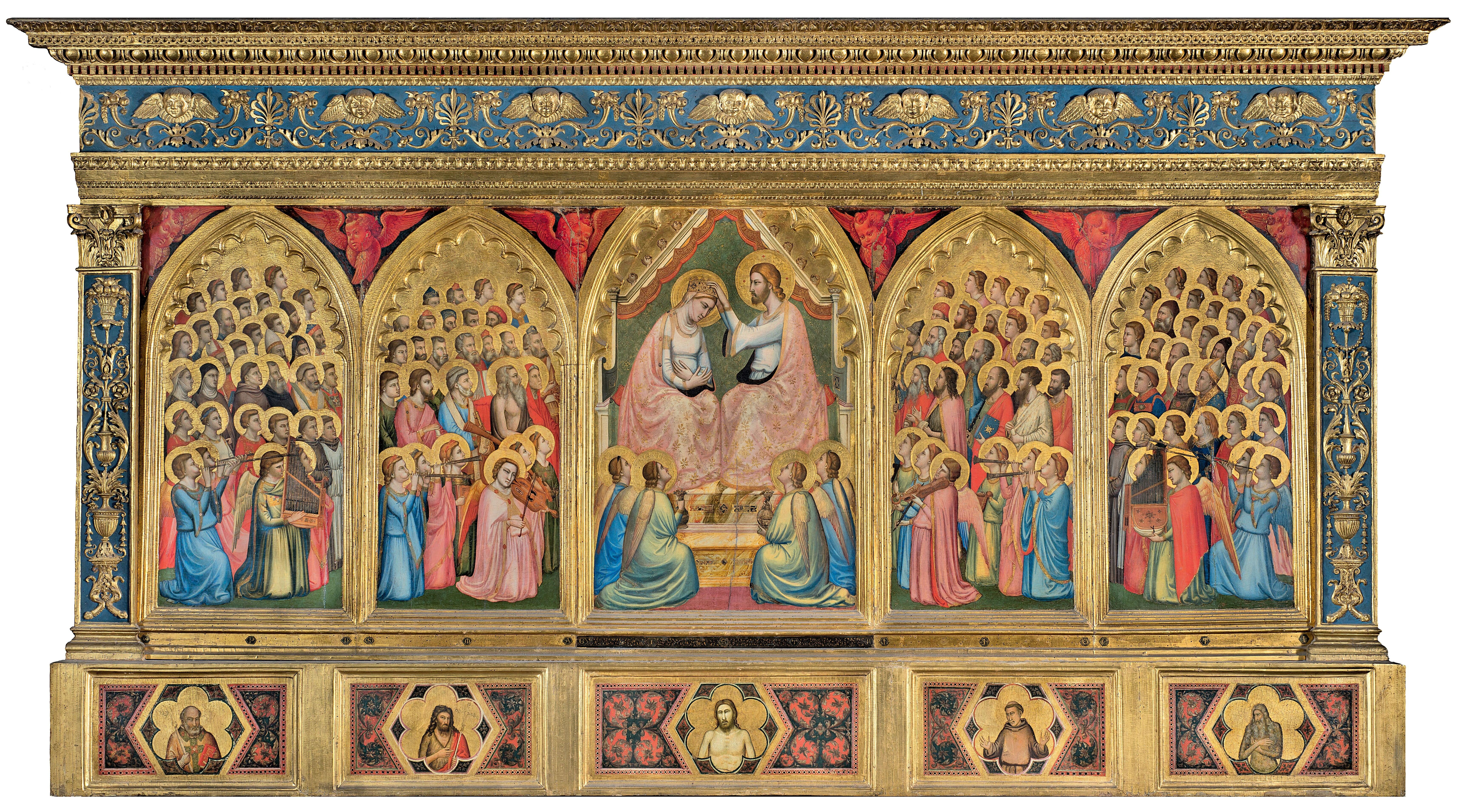
Giotto di Bondone – Baroncelli-Polyptychon (1334)

## Beispiele
Eine der ersten gemalten „Engelsmusiken“ findet sich im „Baroncelli-Polyptychon“ (um 1334) von Giotto di Bondone, dessen zentrales Thema eine Marienkrönung ist; auch im Genter Altar Jan van Eycks (um 1430) findet ein Engelskonzert statt. In der Spätgotik werden die Beispiele häufiger und finden sich in zahlreichen Marienbildnissen des 15. Jahrhunderts (z. B. in mehreren Bildern des aragonesischen Malers Blasco de Grañén (um 1400–1459) oder bei Hans Memling (1433–1494). 
Die wohl bekannteste Version des Themas stammt von Matthias Grünewald und befindet sich im geöffneten Mittelteil des Isenheimer Altars (1512–1516); das Konzert findet hier anlässlich der Geburt bzw. der Menschwerdung Christi statt. Auch El Greco nahm sich um das Jahr 1608 des Themas an, löste es jedoch von seiner traditionellen Bindung an Maria und machte ein eigenes Bildthema daraus. Ein spätrenaissancezeitlicher Zyklus musizierender Engel findet sich unter den Kalkmalereien der dänischen Kirche von Rynkeby.
Selbst bei Künstlern der Barockzeit war das Thema noch beliebt, so in einer Zeichnung von Gaspare Diziani (1689–1767) und auch in der Kunst des 19. Jahrhunderts erscheint es mehrfach.